# آبسرد (تهران)
آبسرد یکی از شهرهای شهرستان دماوند در استان تهران است. در سال ۱۳۷۵ و با پیوستن سه روستای تاسکین، مرانک و آبسرد به یکدیگر و با مصوبهٔ هیئت وزیران این منطقه به شهر تبدیل شد. پیش از این آبسرد مرکز دهستان جمع‌آبرود بود.
بنابر نظر مهدی علمداری پژوهشگر زبان شناس گویش مردم آبسرد همچون مناطق دماوند و کیلان و عین ورزان، گویش دماوندی استامروزه حدود ۷۵٪ از باشندگان دائمی این شهر را اتباع کشور افغانستان تشکیل میدهند. این شهر در همسایگی شهرهای کیلان و دماوند قرار دارد. یکی از محصولات ممتاز کشاورزی آبسرد میوه سیب درختی است.
و در هفتم آذر ماه ۱۳۹۹ در بلوار امام خمینی محسن فخری زاده توسط عوامل اسرائیلی در این شهر به شهادت رسید.